# 獵戶座22
獵戶座22，又名BD-00 930，HD 35039、SAO 132028、HR 1765，是獵戶座的一颗恒星，视星等为4.73，位于銀經202.63，銀緯-20.03，其B1900.0坐标为赤經5h 16m 39.4s，赤緯-0° -20.03′ 52″。